# Énergie en Ouganda
Le secteur de l'énergie en Ouganda se caractérise par une consommation d'énergie parmi les plus faibles du monde, dominée à 90 % par la biomasse traditionnelle, par des ressources hydroélectriques importantes en cours de mise en service et par des réserves de pétrole dont l'exploitation est en préparation.

## Production d'énergie primaire
En 2019, la production d'énergie primaire de l'Ouganda s'élevait à 889 PJ, dont 98,4 % de biomasse et 1,6 % d'électricité primaire (hydroélectricité).

### Secteur des hydrocarbures
En avril 2021, Total et ses partenaires China National Offshore Oil Corporation (CNOOC) et la compagnie nationale ougandaise lancent un projet de 10 milliards de dollars pour extraire jusqu'à 230 000 barils de pétrole brut par jour en Ouganda à partir de 2025, et l'acheminer par oléoduc sur 1 400 km jusqu'aux rives de l'océan Indien, en traversant la Tanzanie. Le brut ougandais étant particulièrement visqueux, l'oléoduc sera chauffé. Le projet était à l'étude depuis près de quinze ans. Total détient 57 % du projet ougandais et 62 % du pipeline. Plusieurs ONG dénoncent ce projet pour son impact sur le réchauffement climatique et l'environnement ainsi que des atteintes aux droits humains. Les Amis de la Terre et Survie ont attaqué le projet devant la justice française, estimant que Total ne respectait pas la nouvelle législation française sur le « devoir de vigilance » des multinationales à l'étranger. Les plaignants n'ont pas obtenu gain de cause en première instance et en appel ; ils ont annoncé leur pourvoi en cassation. Le tribunal judiciaire de Paris a rejeté le 28 février 2023 la demande des six ONG, estimant leur plainte irrecevable et soulignant l'imprécision de la loi de 2017, dont le décret d'application, censé préciser le contenu de ces mesures de vigilance n'est pas paru au jour du procès.
Une semaine après, plusieurs banques ont déjà décidé de ne pas soutenir ce projet : Barclays et Crédit Suisse l'ont fait savoir publiquement et selon Les Échos, BNP Paribas, Société Générale et Crédit Agricole vont faire de même.
Début février 2022, le projet est officiellement lancé après la signature d'un accord incluant les gouvernements d'Ouganda et de Tanzanie ainsi que la CNOOC.
En février 2023, le premier forage de pétrole est inauguré. Les réserves de pétrole sont estimées à 6,5 Gbl (milliards de barils), dont 1,4 milliard seraient actuellement exploitables, et plusieurs zones sont en cours d'exploration. Après TotalEnergies et CNOOC, un deuxième tour de licences a été attribué, intégrant la compagnie nationale ougandaise UNOC et l'australien DGR. Un troisième tour est attendu mai 2023. L'État contrôle 15 % des différents projets et devrait toucher 2,8 milliards de dollars de revenus directs du pétrole par an ; le pétrole devrait ainsi peser près de la moitié des ressources publiques. Une décision finale d'investissement dans le projet de raffinerie, promis depuis des années, est attendue dans le courant de 2023. La zone d'extraction empiète sur le parc national Murchison Falls, mais selon TotalEnergies elle n'occupe que 0,03 % de la superficie totale du parc.

## Consommation d'énergie

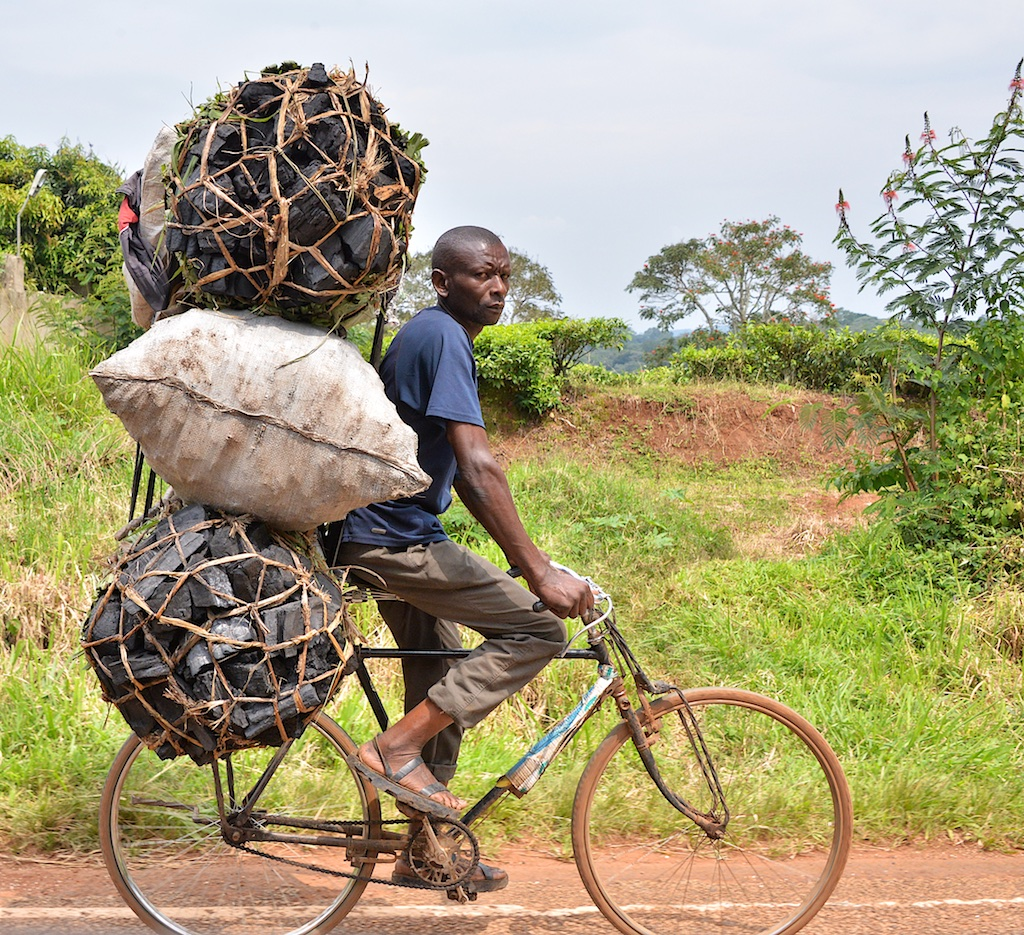
Livraison de charbon de bois en Ouganda, 2014.

### Consommation intérieure d'énergie primaire
Le mix énergétique de l'Ouganda est dominé par le bois et le charbon de bois, plus une petite part de produits pétroliers.
La consommation intérieure d'énergie primaire de l'Ouganda s'élevait en 2019 à 966 PJ, dont 90,5 % de biomasse, 8,1 % de produits pétroliers importés et 1,4 % d'électricité.

### Consommation finale d'énergie
La consommation finale d'énergie en Ouganda s'élevait en 2019 à 785 PJ, dont 88,7 % de biomasse, 9,8 % de produits pétroliers importés et 1,5 % d'électricité. Elle s'est répartie en 14 % pour l'industrie, 69 % pour les ménages, 10 % pour le secteur tertiaire et 6 % pour les transports.

## Secteur de l'électricité
L'Autorité de régulation de l'électricité (ERA), créée en 2000, est une agence gouvernementale qui réglemente, octroie des licences et supervise la production, le transport, la distribution, la vente, l'exportation et l'importation d'énergie électrique en Ouganda.

### Production d'électricité
La production d'électricité de l'Ouganda s'élevait en 2019 à 4 364 GWh, dont 91,3 % d'hydroélectricité, 6,9 % tirés de combustible (bagasse 83 % et fioul 7 %) et 1,8 % d'autres sources.
L'Ouganda est l'un des rares pays pour lesquels l'Agence internationale de l'énergie ne fournit pas de bilan énergétique complet. Selon le site countryeconomy.com, la production d'électricité de l'Ouganda s'élevait en 2018 à 4 453 GWh et sa consommation d'électricité à 3 534 GWh, soit 82,7 kWh par habitant, à comparer avec la consommation moyenne mondiale en 2018 : 3 260 kWh/habitant et à la moyenne africaine : 567 kWh/habitant.
Selon l'Agence internationale de l'énergie, l'Ouganda est en 2019 au 7e rang parmi les 20 pays les plus démunis en matière d'accès à l'électricité : 26 millions d'ougandais en sont privés sur une population de 44,3 millions. Cependant, le taux d'accès à l'électricité y a progressé de 3 points par an entre 2010 et 2019. En 2018, un programme de connexion à l'électricité a été lancé avec l'objectif de porter le taux d'accès à l'électricité à 60 % en 2027 grâce à des subventions à la connexion pour les personnes habitant près du réseau électrique : environ 300 000 ménages et entreprises ont reçu des connexions gratuites, profitant à 1,5 million d'Ougandais.
Selon l'Agence française de développement (AFD), l'Ouganda a dépassé son objectif de porter le taux d'accès à l'électricité de la population rurale de 4,5 % en 2011 à 26 % en 2022 : ce taux a atteint 32 % en 2020 grâce au soutien de la Banque mondiale et aux financements de l’AFD et de l’Union européenne.

#### Hydroélectricité

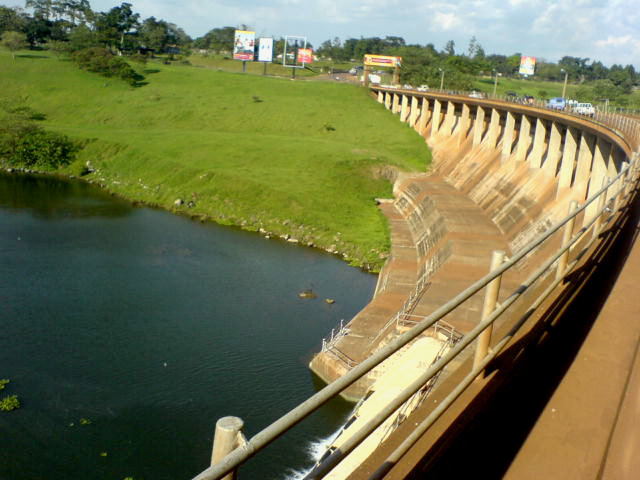
Barrage des chutes d'Owen, 2007.

La production hydroélectrique de l'Ouganda a atteint 4 TWh en 2021, soit 2,7 % de la production africaine, loin derrière la Zambie : 15 TWh et le Mozambique : 15 TWh. La puissance installée des centrales hydroélectriques de l'Ouganda totalisait 1 073 MW fin 2021, soit 2,8 % du total africain, au 13e rang en Afrique, loin derrière l'Éthiopie (4 074 MW) et l'Angola (3 836 MW). En 2021, l'Uganda Electricity
Generation Company Ltd (UEGCL) a organisé un appel d'offres pour la construction de l'aménagement hydroélectrique de Muzizi (44,7 MW), sur la rivière Muzizi.
Le potentiel hydroélectrique de l'Ouganda est estimé à plus de 2 000 MW, dont moins de la moitié est exploité en 2016. La centrale hydroélectrique Achwa I (41 MW) et la centrale Achwa II (42 MW) font partie du complexe en construction Achwa-Agago comprenant cinq centrales d'une puissance totale de 109 MW.
Le Barrage des chutes d'Owen (180 MW), rebaptisé Nalubaale, mis en service en 1954 sur le Nil Blanc, à sa sortie du Lac Victoria, est exploité par Eskom Uganda, qui a réhabilité le barrage et la centrale en 2021 et 2022,,.
La centrale électrique Kiira (200 MW) a été mise en service de 2003 à 2007, le barrage de Bujagali (250 MW) en 2012 et le barrage d'Isimba (183 MW) en 2019.
Deux projets plus importants sont prévus sur le Nil Blanc : Barrage de Karuma (600 MW), en construction depuis 2013, centrale hydroélectrique d'Ayago (600 MW). En août 2022, après des retards causés entre autres par l'épidémie de Covid-19, la centrale de Karuma était achevée à 99 % et les lignes à 99,6 %. Sinohydro prévoyait de fournir la moitié de sa production (300 MW) en 2023. En février 2020, la compagnie chinoise Power China propose au gouvernement de construire la centrale d'Ayago (840 MW).

#### Solaire
La première centrale solaire ougandaise, la centrale solaire de Soroti (10 MWc), construite par le français Eren et le dubaïote Access Power, est mise en service en 2016.
En juin 2019, l’entreprise française Tryba Energy inaugure la centrale solaire photovoltaïque de Bufulubi (10 MWc), dont elle a confié la construction à METKA EGN, filiale du groupe industriel grec Mytilineos.
En février 2020, China Energy Engineering Corporation annonce avoir signé un accord de financement de 500 millions $ pour la conception et la construction d'un complexe solaire photovoltaïque d’une capacité de 500 MWc en Ouganda.
En juillet 2020, la Banque européenne d'investissement lance un programme d’énergie solaire hors réseau financé par un prêt de 12,5 millions $ pour soutenir le déploiement par Fenix International, filiale d’ENGIE, de 240 000 installations solaires à usage domestique en Ouganda.
En octobre 2021, la Suède accorde une subvention pour la réalisation des études de faisabilité pour le développement du solaire flottant en Ouganda, sur les réservoirs des barrages de Nalubaale, Kiira, Bujagali, Isimba et Karuma.
En novembre 2022, TotalEnergies signe un accord de projet avec le gouvernement ougandais pour étudier le déploiement de 120 MWc de centrales photovoltaïques sur six sites identifiés par le gouvernement : Kapeeka (au nord de Kampala), Iganga, Tororo, Bukedea, Paliisa et Kumi (20 MWc chacune).

#### Nucléaire
En 2017, l’Ouganda annonce son souhait de construire une centrale nucléaire de 2 000 MW de puissance d’ici à 2032. Le pays fait ensuite appel à un programme de l'Agence internationale de l'énergie atomique (AIEA) pour s'y préparer. Le ministre ougandais de l’énergie annonce le 11 mai 2022 l'acquisition d'un terrain en vue de la construction de la première centrale nucléaire d’Afrique de l’Est.

### Importation/Exportation
En 2019, l'Ouganda a importé 104 GWh et exporté 299 GWh.

### Consommation d'électricité
En 2019, la consommation d'électricité de l'Ouganda s'est élevée à 3 233 GWh, dont 67 % pour l'industrie et 33 % pour les secteurs résidentiel et tertiaire.